# Ensemble Micrologus
Ensemble Micrologus es un conjunto vocal e instrumental de música medieval con sede en Italia. Su repertorio incluye tanto música sacra como profana, desde el siglo XII al siglo XVI. 

## Trayectoria
El grupo musical fue fundado en 1984, después de que sus componentes llevaran varios años participando en las fiestas medievales de las Calendas de mayo en la ciudad de Asís, en la región de Umbría.
Todos los años actúan en más de cuarenta conciertos por todo el mundo, presentando cada año uno o dos espectáculos nuevos. A través de los años han preparado más de 20 espectáculos diferentes. En sus actuaciones utilizan reconstrucciones de instrumentos de época así como del vestuario y de los elementos escenográficos. También imparten cursos de música medieval en el Festival de Urbino, en la Abadía de Royaumont y en la Cité de la Musique de París.
Desde 1995 han grabado en exclusiva para el sello Opus 111-Naïve. A partir de 2004 graban para el sello Zig-Zag Territoires.

## Miembros
El conjunto está formado por los siguientes músicos:
- Patricia Bovi (canto y arpa)
- Adolfo Broegg (1961 – † 2006) (laúd, salterio y cítola)
- Goffredo Degli Esposti (flauta, bombarda y gaita)
- Gabriele Russo (viela, rabel y lira).
- Ulrich Pfeifer (canto, zanfonía)

## Discografía
- 1989 – Amor mi fa cantar. Música italiana del primo trecento. (Quadrivium SCA 004-2).
- 1991 – Cantigas de Santa Maria. XIII secolo. (Quadrivium SCA 014).
- 1994 – Landini e i suoi contemporanei. Firenze Secolo XIV. (Opus 111 30-112).
- 1995 – D'Amor cantando. Ballate e madrigali veneti: Codex Rossi XIV secolo. (Opus 111 30-141, 20331995).
- 1995 – In festa. Calendimaggio di Assisi. (Micrologus 0001).
- 1996 – Europa Concordiae. Music in Europe from XIVth to XVIth century. Ensemble Micrologus and Collegium Vocale Ars Nova Cantandi. (Stradivarius)[1]
- 1996 – Llibre Vermell. Canti di pellegrinaggio al Monte serrato - Spagna XIV secolo. (Micrologus 0002.0).
- 1997 – O Yhesu dolce. Laudi italiane del quattrocento. (Opus 111 30-169).
- 1997 – Laude Celestiniane. Laude Celestiniane della tradizione medioevale aquilana (Secc. XIV-XV). Micrologus & Compagnia di cantori "Hora Decima". (Nuova Fonit Cetra NFCD 2041).
- 1998 – Napolitane. Villanelle Arie Moresche 1530-1570. (Opus 111 30-214).
- 1999 – Cantico della Terra. Quartetto Vocale Giovanna Marini / Micrologus. (Opus 111 30-277).
- 1999 – Madre de Deus. Cantigas de Santa María. (Opus 111 30-225).
- 1999 – Laudario di Cortona.  (Micrologus CD M00010/3).
- 2000 – Napoli Aragonese. (Opus 111 OP 30-215).
- 2001 – Llibre Vermell de Montserrat. (Discant CD-E 1008).
- 2003 – Le jeu de Robin et Marion & autres oeuvres. Adam de la Halle. (Zig-Zag Territoires ZZT 040602).
- 2004 – Landini: Fior di Dolceça'. L'Ars nova di Magister Franciscus Cecus Orghanista de Florentia. (Zig-Zag Territories ZZT 050603).
- 2005 – Alla Festa Leggiadra. Ballate, madrigali e danze all'época di Boccaccio (XIV sec.). (Micrologus).
- 2007 – Aragón en Nápoles. Music for the Aragon Court in Naples (XVth Century). (Prames LCD 37, Aragon 2007)[2]
- 2008 – Kronomakia. Con música de Daniele Sepe. Junto con Und Rote Jazz Fraktion. (Il Manifesto 184)[3]
- 2008 – Gloria et Malum. Musica e danza del Quattrocento nelle corti italiane. (Micrologus).
- 2008 – Myth. The Music. Musica per le coreografie di Sidi Larbi Cherkaoui. (Micrologus CDM0021.08)[4]
- 2008 – Un Fior Gentile. L'ars nova di magister Antonio Zachara da Teramo (Baryton CDM 0023).
- 2014 – Carnivalesque. Sex, lies and ... musical tales in 16th-century Venice. (Baryton / Micrologus CDM 0027.14.1).
- 2014 – Le Vie del Sacro - Cum Desiderio Vo Cerchando. Laude e musica sacra a Venezia e Firenze (secc. XIII-XVI) (Micrologus)[5]
- 2014 – Le Vie del Sacro - Devote Passioni. Laude e soni nelle feste religiose aquilane (secc. XV – XVI). (Micrologus CDM0027.14.3)[6]

Recopilatorios:
- 2009 – 1984-2009 - 25 anni d’amor cantando'. (Micrologus CDM 0024.09.1)[7]

Bandas sonoras:
- 1990 – Ragazzi Fuori. Banda sonora del film. Pentafilm Music
- 1991 – Mediterráneo. Banda sonora del film. Ricordi

Álbumes junto con otros grupos:
- 2001 – Resonanzen 2001. Viva España !. ORF "Edition Alte Musik" CD 281 (3 CD + CD (dts)).

## Premios y reconocimientos
Entre los premios recibidos, destacan:
- 1996 – Diapason d'Or de l’Année por el disco Landini e la Música Fiorentina
- 1999 – Diapason d'Or de l’Année por el disco Alla Napolitana (en colaboración con Cappella della Pietà de’ Turchini)
- 2000 – Mejor grabación del año de Goldberg Magazine por Cantico della Terra

Otras grabaciones que han recibido galardones son: Napoli Aragonese (2001), Laudario di Cortona (2001), El Llibre Vermell de Montserrat (2003) y Le Jeu de Robin et Marion de Adam de la Halle (2004).